# مجموعه میر میران
مجموعه میر میران ورزنه مربوط به دوره صفوی - دوره قاجار است و در شهرستان اصفهان، بخش بن رود، شهر ورزنه، خیابان دکتر بهشتی، کوچه شهید علی‌زاده، کوچه امام زاده، پلاک ۲۰۱ واقع شده و این اثر در تاریخ ۲۷ اسفند ۱۳۸۶ با شمارهٔ ثبت ۲۲۶۷۹ به‌عنوان یکی از آثار ملی ایران به ثبت رسیده است.